# 轮滑
滾軸溜冰（英語：Roller Skating），別稱輪滑、雪屐、旱冰，是指利用帶有輪子的鞋子為工具的一種活動，17世紀初期的滑冰者開始製作有輪子的鞋作為滑冰的代替品，並逐漸發展出競技體育運動模式，2017年，世界滾軸溜冰聯合會改組為WORLD SKATE，競技滾軸溜冰、滑板、滑板車及陸上雪橇，並稱為「滾軸運動」，於英語共用"SKATE"字眼，

## 歷史
滾軸溜冰的由來及起源眾說紛紜，現存的各種資料中，歷史有一定程度帶有推理猜測的性質。
滾軸溜冰的各種名字經常帶有「冰」字，很大程度源於滑冰活動。
滑冰運動最早出現在11世紀的荷蘭、英國、瑞士及斯堪的納維亞半島，除了禧戲及代步手段，滑冰亦於當時逐漸演變出競技模式，17世紀初，荷蘭的滑冰運動愛好者漢斯·比克拿（Hans Brickner）為了能在夏季進行滑冰練習，把木線軸捆在木板鞋的下方，製作了滾軸溜冰鞋的雛形。

17世紀60年代，比利時發明家約翰-約瑟·梅林發明了帶有金屬滾軸的鞋子，英國作曲家湯馬士·巴斯比（Thomas Busby）在《音樂廳和管弦樂隊軼事》（1805）中提及梅林在展示他的「滑行道具」時發生的一次事故：
「他的一個巧妙的新奇作品是一對設計成可以在輪子上運行的滑具。帶著這些滑具和一把小提琴，他混入了考利斯夫人在卡萊爾宮舉辦的一場化裝舞會的雜亂團體中；他沒有想到停止的方法。將場內的鏡子撞得粉碎，並受了嚴重的傷。
18世紀初期，英國人羅伯特·泰爾斯發明了使用雙排結構的滾軸溜冰鞋，對滾軸溜冰運動的發展起了很大的促進作用。
1819年11月12日，法國人查尔斯·路易斯·佩蒂布利德申請了第一個單排滾軸溜冰鞋的發明專利，
直到1865年，美國發明家詹姆斯·李奧納·普寧頓（James Leonard Plimpton）發明了帶有轉向結構的雙排滾軸溜冰鞋，可以使用滑冰的轉彎、向前及向後滑行技巧，並於同期建立了世上首個室內滾軸溜冰場，從而帶來了滾軸溜冰運動最早的熱潮。
1884年12月9日，美國發明家L.M.理查森申請了世上第一個帶有滾珠軸承的滾軸溜冰鞋此一專利，至此，現代滾軸溜冰鞋的雛形逐漸形成。
1890年，英國於倫敦建造了水晶宮滾軸溜冰場。
時至1924年，德國、法國、英國及瑞士四個國家的十一名代表，於瑞士蒙特勒市建立了世界滾軸溜冰聯合會。

## 滾軸溜冰的基本簡介
滾軸溜冰一詞可以泛指各種以輪鞋進行的活動。

## 滾軸運動
滾軸運動指由滾軸溜冰、滑板、滑板車及陸上雪橇所組成的競技運動，現時由WORLD SKATE所承認的滾軸運動競技項目包括以下十二項：
| 項目         | 分項     | 分項     | 分項     | 分項     | 分項   | 分項   | 分項       | 分項   |
| ------------ | -------- | -------- | -------- | -------- | ------ | ------ | ---------- | ------ |
| 速度滾軸溜冰 | 場地賽   | 公路賽   | 馬拉松   |          |        |        |            |        |
| 藝術滾軸溜冰 | 規定圖形 | 自由滑   | 雙人滑   | 個人獨舞 | 雙人舞 | 四人舞 | 單排個人滑 | 集體舞 |
| 滑板         | 公園賽   | 街道賽   | 半管賽   | 滑板迴轉 |        |        |            |        |
| 自由式輪滑   | 速度過樁 | 花式繞樁 | 花式剎停 | 自由跳高 |        |        |            |        |
| 極限滾軸溜冰 | 公園賽   | 半管賽   |          |          |        |        |            |        |
| 單排曲棍球   |          |          |          |          |        |        |            |        |
| 雙排曲棍球   |          |          |          |          |        |        |            |        |
| 滾軸阻攔     |          |          |          |          |        |        |            |        |
| 速降         | 滾軸速降 | 長板速降 | 陸上雪橇 |          |        |        |            |        |
| 滾軸迴轉     | 小迴轉   | 大迴轉   | 迴轉對抗 | 團體賽   |        |        |            |        |
| 滾軸障礙賽   |          |          |          |          |        |        |            |        |
| 滑板車       | 公園賽   |          |          |          |        |        |            |        |

## 運動傷害與保護
幾乎各種運動都會有運動傷害，直排輪當然也一樣，穿鞋之前要做軟身操，護掌，護肘，護膝，頭盔是一定要穿戴的，初學者如果謹慎一點，重心向前防止摔倒後臀部、大腿的淤血或擦傷，不幸摔倒時傷害可減少，厚護膝及安全認證頭盔也是必須的。此外，不建議初學者在車道、斜坡、有油漬或積水的地面等地方玩直排輪，以免造成更嚴重的意外傷害。

## 輪子
輪子也是決定一雙輪鞋好壞的重要因素，於競速直排輪賽時選擇不對的輪子會影響90%戰力。輪子對輪鞋的表現有巨大的影響力。輪子有不同的形狀、尺寸、硬度及品質。在學習新的技巧或動作時應有人指導，並且特別小心。
幾家公司如HYPER，KRYPTONICS，Labeda所製造的滾輪抓地力穩固，彈性夠，是公認較耐用的。初學者一般建議應選擇軟且彈性佳的輪子，溜起來會較為舒服，不過，較軟的輪子也可能較不耐磨，但輪子的耐磨性和品牌有相當大的關係。讓輪子大約從頭的高度自由的下落，如果能回彈70%以上的話就算不錯的輪子。

## 轴承
軸承，粵語俗稱「啤拎」（源於英語「bearing」），有ABEC等級之分，但並非ABEC等級越高就一定效果好。知名轴承公司的轴承（SKF、BONT、TWINCAM、RAPS、BSB、Ninja CHINA BONE 等）往往在較低ABEC數實際使用效果佳勝過雜牌高ABEC數（ABEC-7，ABEC-9）軸承。因為ABEC數只是代表他的精密度與公差而已，滾珠、保持器、潤滑油的材料很重要。ABEC卻沒有規範。高ABEC數並不一定是代表高品質，廠牌反而較重要。軸承的好壞關係著溜直排輪的續滑力好壞。按材料分：陶瓷軸承及鋼製軸承。
ABEC等級：ABEC-5、ABEC-7、ABEC-9
陶瓷軸承有不怕水的特性。滾珠由特種陶瓷製成，具有以下優點：
1. 重量輕，比鋼軸承製輕60%
2. 摩擦系數小且硬度高，因而耐磨
3. 保養方便